# Los físicos

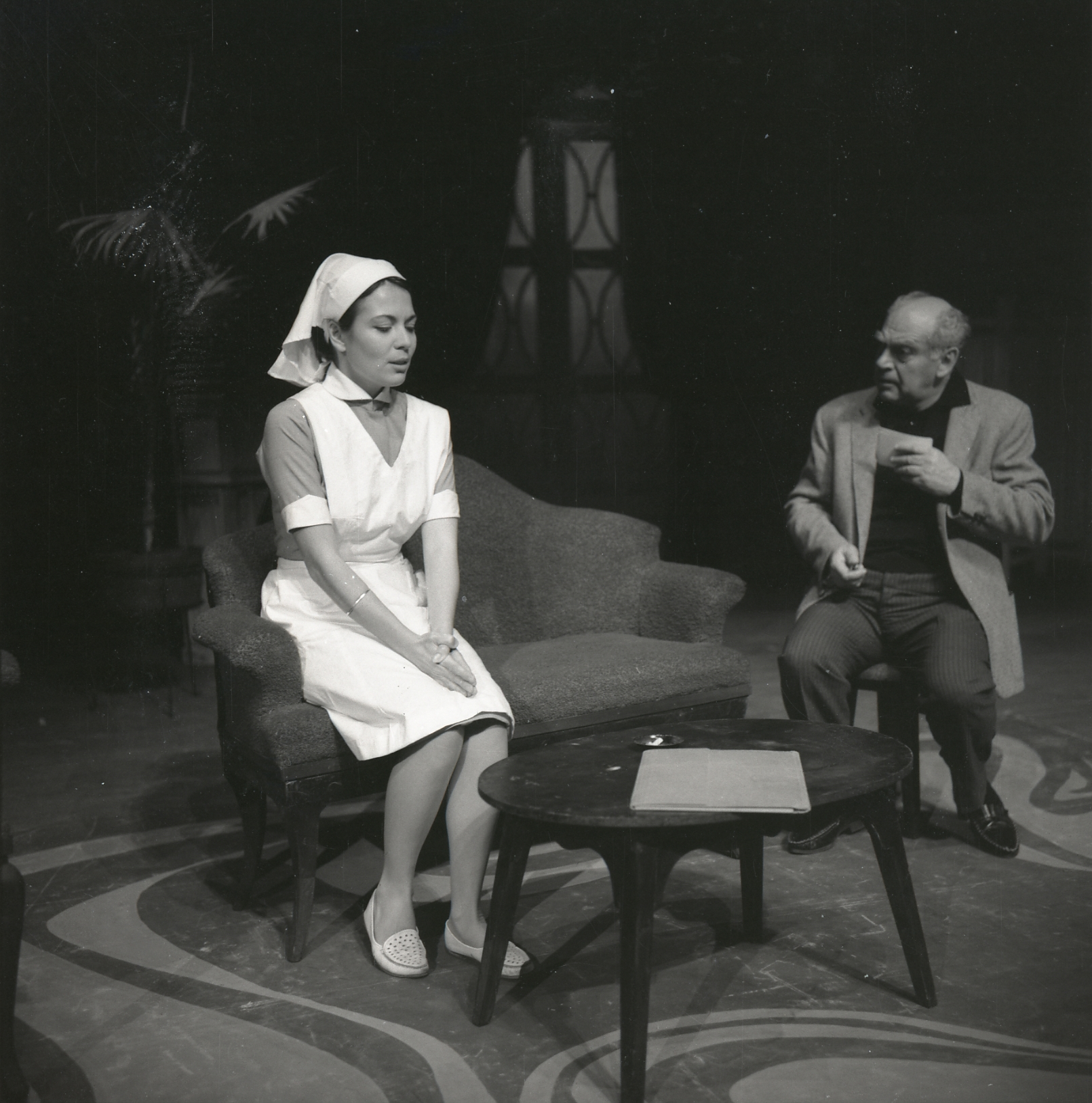
Los físicos

Los físicos (Die Physiker en su título original) es una obra de teatro en dos actos del escritor suizo Friedrich Dürrenmatt estrenada en 1962. Analiza el lugar de la ciencia en el mundo y la responsabilidad de los científicos por el uso de sus descubrimientos, para concienciar al lector o espectador de que un invento creado para el bien de la humanidad siempre puede caer en las manos equivocadas y volverse peligroso.

## Argumento
La obra se centra en la figura de Johann Wilhelm Möbius, un hombre mentalmente enfermo que cree recibir periódicamente la visita del rey Salomón. Möbius está internado en un sanatorio llamado Les Cerisiers, regido por la eminente psiquiatra Mathilde von Zahnd y donde comparte espacio con Ernst Heinrich Ernesti (que dice ser Albert Einstein) y Herbert Georg Beutler (que se cree Isaac Newton). Sin embargo, en el segundo acto se revela que ninguno de los tres hombres realmente está loco. Bien al contrario, Möbius es un brillante físico que ha descubierto el Principio Universal de todos los descubrimientos y se ha recluido voluntariamente para evitar que su obra pueda provocar grandes males a la humanidad. Por su parte Ernesti y Beutler son, respectivamente, agentes secretos de superpotencias enfrentadas. Möbius consigue convencer a los otros dos de lo perverso de su obra y además les confiesa que no tiene sentido continuar con la búsqueda, porque él mismo se encargó de quemar los documentos. Sin embargo, en un giro inesperado, se descubre que Mathilde von Zahnd es la única insana del grupo, que se hizo con una copia de los inventos de Möbius y está esperando instrucciones del rey Salomón para controlar el mundo.

## Representaciones destacadas
Se estrenó en Zúrich el 21 de febrero de 1962, contando con la interpretación de Hans Christian Blech (Möbius), Gustav Knuth (Newton) y Theo Lingen (Einstein).
Se estrenó en Londres en 1963, en el Aldwych Theatre, por la Royal Shakespeare Company, con Irene Worth, Michael Hordern, Cyril Cusack, Alan Webb, y Diana Rigg, dirigidos por Peter Brook.
Estrenada en Francia en 1964, con el título de Les Physiciens en versión y con dirección de Hubert Gignoux e interpretación del mismo Gignoux como Möbius, Claude Petitpierre (Ernesti), Paul Bru (Beutler) y Françoise Bertin (Mathilde Von Zahnd).
En España se estrenó en el Teatro Valle-Inclán de Madrid en 1965, con un elenco encabezado por Narciso Ibáñez Menta, en una versión traducida por Juan José Arteche y dirigida por José María Morera. El resto del elenco estaba formado por Manuel Díaz González, Manuel Collado, Rosario García Ortega, Ramón Corroto, Víctor Corraliza, Antonio Vega, María Dolores Gordón, Marga de los Llanos, Manuel de Blas, Josefina de la Torre, Vicente Guañes, Carlos Alemán, José Carabias y Ángel León. Dos años después se grabó una versión para TVE, emitida en el espacio Estudio 1, con José Bódalo, Antonio Ferrandis, Luis Prendes, Rosario García Ortega y José Orjas dirigidos por Pedro Amalio López.
Se representó de nuevo en Londres en 2012, en un montaje dirigido por Josie Rourke, con John Heffernan en el papel de Möbius, John Ramm, Sophie Thompson y  Miranda Raison.